# 강도한
강도한(1982년 7월 22일 ~ )은 대한민국의 배우이다. 대학교까지 현대무용을 전공하다가 배우로 전향했으며 2003년 영화 《실미도》를 데뷔하였다. 현재는 사업가로 활동중이며 2014년 1월, 국립발레단의 수석무용수인 김리회와 결혼식을 올렸다.

## 학력
- 서울예술고등학교
- 한국예술종합학교 무용원 실기과 현대무용전공
- 단국대학교 대중문화예술대학원 공연예술학

## 출연작

### 드라마
- 2006년 KBS1 《순옥이》 - 정용칠 역
- 2005년 MBC 《결혼합시다》 -  홍강수 역
- 2005년 MBC 《제5공화국》 - 정상진 역
- 2005년 SBS 《건빵선생과 별사탕》 - 이유진 역
- 2004년 KBS2 《풀하우스》 - 신동욱 역

### 영화
- 2004년 《발레교습소》 - 엄종석 역
- 2003년 《실미도》 - 도한 역